# TobyMac
Toby McKeehan (Fairfax; 22 de octubre de 1964), conocido por su nombre artístico TobyMac, es un cantautor y productor discográfico estadounidense de hip hop cristiano ganador de 7 premio Grammy. 

## Biografía
Toby formó DC Talk con Michael Tait en 1987, en la Liberty University. Él y Tait lanzaron "Christian Rhymes to a Rhythm" en 1988, y agregaron a su compañero de banda Kevin Max Smith. Se embarcaron en una gira después de lanzar su primer álbum en 1989, DC Talk.
En 1994, con Todd Collins y Joey Elwood, fundó el primer sello de hip-hop cristiano Gotee Records.
Se separa de DC Talk en el año 2001. Desde entonces ha tenido una exitosa carrera como solista, con el lanzamiento de siete álbumes de estudio: Momentum (2001), Welcome to Diverse City (2004), Portable Sounds (2007), Tonight (2010), Eye On It (2012), This Is Not A Test (2015), y The Elements (2018). Así como también dos álbumes de remixes de los dos primeros álbumes titulados: Re:Mix Momentum (2002) y Renovating Diverse City (2005), respectivamente.
TobyMac tuvo seis hits #1 en las radios, incluyendo "Made To Love" y "Lose My Soul". Su concierto en vivo, combo CD más DVD, titulado Alive and Transported, fue lanzado en 2008 y recibió un premio Dove por Mejor álbum rock o rap gospel y ganador en la 51 entrega de los Grammy Awards en 2009.
Su nombre artístico se debe a que su hermano le decía "Tober" ya que nació en el mes de octubre (October, en inglés) este apodo se acortó a Toby y desde entonces quedó TobyMac.

## Vida personal
McKeehan contrajo matrimonio con Amanda Levy en 1994. Amanda es de nacionalidad jamaiquina, hija de Robert y Judy Levi. Tienen cinco hijos: Truett, Moses, Marlee, Leo y Judah.
El hijo mayor Truett falleció en su casa el miércoles 23 de octubre de 2019 a la edad de 21 años. Su muerte produjo un gran dolor al cantante quien a dos meses  lanza la canción "21 years" con su videoclip dedicada a Truett. Para TobyMac esta canción es una confesión honesta a las preguntas que se hizo ante el dolor, la ira y la duda

## Premios y nominaciones
TobyMac ha logrado un rotundo éxito tanto como solista, así como miembro de grupo musical. Entre sus premios están: 7 Grammy, 2 Billboard y 19 Dove.

## Discografía
Álbumes de estudio
- 2001: Momentum
- 2004: Welcome to Diverse City
- 2007: Portable Sounds
- 2010: Tonight
- 2012: Eye on it
- 2015: This Is Not A Test
- 2018:  The Elements
- 2022: Life After Death

Álbumes de Remixes
- 2002: Re:Mix Momentum
- 2005: Renovating Diverse City
- 2012: Dubbed and Freq'd: A Remix Project
- 2014: Eye'm All Mixed Up

Álbumes en vivo
- 2008: Alive and Transported
- 2016: Hits Deep Live Tour

Otros lanzamientos
- 2010: "Hold On" - Versión Radial
- 2010: "Hold On" - Versión Acústica
- 2010: "Christmas This Year"